# Campeonato Europeo de Balonmano Femenino de 2008
El VIII Campeonato Europeo de Balonmano Femenino se celebró en Macedonia entre el 2 y el 14 de diciembre de 2008 bajo la organización de la Federación Europea de Balonmano (EHF) y la Federación Macedonia de Balonmano.

## Sedes
| Grupo                 | Ciudad | Instalación               | Capacidad |
| --------------------- | ------ | ------------------------- | --------- |
| B, D y I              | Ohrid  | Pabellón Biljanini Izvori | 3500      |
| A, C, II y Fase Final | Skopie | Pabellón Boris Trajkovski | 8000      |

## Grupos
| Grupo A   | Grupo B  | Grupo C     | Grupo D             |
| --------- | -------- | ----------- | ------------------- |
| Dinamarca | España   | Suecia      | Macedonia del Norte |
| Francia   | Portugal | Austria     | Serbia              |
| Rumania   | Noruega  | Rusia       | Alemania            |
| Hungría   | Ucrania  | Bielorrusia | Croacia             |

## Primera ronda
Se clasifican 12 equipos (los tres mejores de cada grupo) y formarán dos nuevos grupos, el I con los tres mejores de los grupos A y B respectivamente, y el grupo II con los tres mejores de los grupos C y D.

### Grupo A
| Equipo    | J | G | E | P | GF | GC | DG  | PTS |
| --------- | - | - | - | - | -- | -- | --- | --- |
| Rumania   | 3 | 3 | 0 | 0 | 84 | 71 | +13 | 6   |
| Dinamarca | 3 | 1 | 1 | 1 | 75 | 76 | -1  | 3   |
| Hungría   | 3 | 1 | 1 | 1 | 76 | 79 | -3  | 3   |
| Francia   | 3 | 0 | 0 | 3 | 74 | 83 | -9  | 0   |

- Resultados

| Fecha    | Hora² | Partido¹  | Partido¹ | Partido¹  | Resultado |
| -------- | ----- | --------- | -------- | --------- | --------- |
| 03.12.08 | 18:15 | Hungría   | -        | Rumania   | 21-27     |
| 03.12.08 | 20:15 | Francia   | -        | Dinamarca | 23-24     |
| 05.12.08 | 18:15 | Rumania   | -        | Francia   | 30-25     |
| 05.12.08 | 20:15 | Dinamarca | -        | Hungría   | 26-26     |
| 07.12.08 | 18:15 | Francia   | -        | Hungría   | 26-29     |
| 07.12.08 | 20:15 | Dinamarca | -        | Rumania   | 25-27     |

- (¹) -  Todos en Skopje
- (²) -  Hora local de Macedonia (UTC +1)

### Grupo B
| Equipo   | J | G | E | P | GF | GC  | DG  | PTS |
| -------- | - | - | - | - | -- | --- | --- | --- |
| Noruega  | 3 | 2 | 1 | 0 | 88 | 60  | +28 | 5   |
| España   | 3 | 1 | 2 | 0 | 74 | 69  | +5  | 4   |
| Ucrania  | 3 | 1 | 1 | 1 | 82 | 81  | +1  | 3   |
| Portugal | 3 | 0 | 0 | 3 | 67 | 101 | -34 | 0   |

- Resultados

| Fecha    | Hora² | Partido¹ | Partido¹ | Partido¹ | Resultado |
| -------- | ----- | -------- | -------- | -------- | --------- |
| 03.12.08 | 17:15 | Portugal | -        | Ucrania  | 24-38     |
| 03.12.08 | 19:15 | Noruega  | -        | España   | 21-21     |
| 05.12.08 | 17:15 | España   | -        | Portugal | 29-24     |
| 05.12.08 | 19:15 | Ucrania  | -        | Noruega  | 20-33     |
| 07.12.08 | 17:15 | España   | -        | Ucrania  | 24-24     |
| 07.12.08 | 19:15 | Noruega  | -        | Portugal | 34-19     |

- (¹) -  Todos en Ohrid
- (²) -  Hora local de Macedonia (UTC +1)

### Grupo C
| Equipo      | J | G | E | P | GF | GC | DG  | PTS |
| ----------- | - | - | - | - | -- | -- | --- | --- |
| Rusia       | 3 | 2 | 1 | 0 | 79 | 66 | +13 | 5   |
| Suecia      | 3 | 1 | 2 | 0 | 64 | 50 | +14 | 4   |
| Bielorrusia | 3 | 1 | 1 | 1 | 77 | 71 | +6  | 3   |
| Austria     | 3 | 0 | 0 | 3 | 53 | 86 | -33 | 0   |

- Resultados

| Fecha    | Hora² | Partido¹    | Partido¹ | Partido¹    | Resultado |
| -------- | ----- | ----------- | -------- | ----------- | --------- |
| 02.12.08 | 18:15 | Suecia      | -        | Bielorrusia | 21-21     |
| 02.12.08 | 20:15 | Rusia       | -        | Austria     | 31-22     |
| 04.12.08 | 18:15 | Austria     | -        | Suecia      | 10-24     |
| 04.12.08 | 20:15 | Bielorrusia | -        | Rusia       | 25-29     |
| 06.12.08 | 18:15 | Rusia       | -        | Suecia      | 19-19     |
| 06.12.08 | 20:15 | Austria     | -        | Bielorrusia | 21-31     |

- (¹) -  Todos en Ohrid
- (²) -  Hora local de Macedonia (UTC +1)

### Grupo D
| Equipo              | J | G | E | P | GF | GC | DG | PTS |
| ------------------- | - | - | - | - | -- | -- | -- | --- |
| Alemania            | 3 | 3 | 0 | 0 | 89 | 80 | +9 | 6   |
| Macedonia del Norte | 3 | 2 | 0 | 1 | 84 | 84 | 0  | 4   |
| Croacia             | 3 | 1 | 0 | 2 | 86 | 89 | -3 | 2   |
| Serbia              | 3 | 0 | 0 | 3 | 87 | 93 | -6 | 0   |

- Resultados

| Fecha    | Hora² | Partido¹            | Partido¹ | Partido¹            | Resultado |
| -------- | ----- | ------------------- | -------- | ------------------- | --------- |
| 02.12.08 | 17:45 | Croacia             | -        | Serbia              | 30-26     |
| 02.12.08 | 20:15 | Alemania            | -        | Macedonia del Norte | 25-22     |
| 04.12.08 | 18:15 | Serbia              | -        | Alemania            | 31-32     |
| 04.12.08 | 20:15 | Macedonia del Norte | -        | Croacia             | 31-29     |
| 06.12.08 | 18:15 | Alemania            | -        | Croacia             | 32-27     |
| 06.12.08 | 20:15 | Macedonia del Norte | -        | Serbia              | 31-30     |

- (¹) -  Todos en Skopje
- (²) -  Hora local de Macedonia (UTC +1)

## Segunda ronda
Clasifican los 2 primeros de cada grupo para disputar las Semifinales.

### Grupo I
| Equipo    | J | G | E | P | GF  | GC  | DG  | PTS |
| --------- | - | - | - | - | --- | --- | --- | --- |
| Noruega   | 5 | 4 | 1 | 0 | 156 | 111 | +45 | 9   |
| España    | 5 | 2 | 2 | 1 | 117 | 110 | +7  | 6   |
| Rumania   | 5 | 3 | 0 | 2 | 143 | 141 | +2  | 6   |
| Hungría   | 5 | 1 | 1 | 3 | 114 | 134 | -20 | 3   |
| Ucrania   | 5 | 1 | 1 | 3 | 130 | 148 | -18 | 3   |
| Dinamarca | 5 | 1 | 1 | 3 | 121 | 137 | -16 | 3   |

- Resultados

| Fecha    | Hora² | Partido¹  | Partido¹ | Partido¹ | Resultado |
| -------- | ----- | --------- | -------- | -------- | --------- |
| 09.12.08 | 16:15 | Hungría   | -        | Ucrania  | 26-24     |
| 09.12.08 | 18:15 | Rumania   | -        | España   | 18-26     |
| 09.12.08 | 20:15 | Dinamarca | -        | Noruega  | 19-31     |
| 10.12.08 | 16:15 | Rumania   | -        | Ucrania  | 40-32     |
| 10.12.08 | 18:15 | Hungría   | -        | Noruega  | 20-34     |
| 10.12.08 | 20:15 | Dinamarca | -        | España   | 26-23     |
| 11.12.08 | 16:15 | Hungría   | -        | España   | 21-23     |
| 11.12.08 | 18:15 | Dinamarca | -        | Ucrania  | 25-30     |
| 11.12.08 | 20:15 | Rumania   | -        | Noruega  | 31-37     |

- (¹) -  Todos en Ohrid
- (²) -  Hora local de Macedonia (UTC +1)

### Grupo II
| Equipo              | J | G | E | P | GF  | GC  | DG  | PTS |
| ------------------- | - | - | - | - | --- | --- | --- | --- |
| Alemania            | 5 | 4 | 1 | 0 | 145 | 121 | +24 | 9   |
| Rusia               | 5 | 3 | 1 | 1 | 137 | 116 | +21 | 7   |
| Croacia             | 5 | 2 | 0 | 3 | 149 | 146 | +3  | 4   |
| Macedonia del Norte | 5 | 2 | 0 | 3 | 129 | 145 | -16 | 4   |
| Suecia              | 5 | 1 | 2 | 2 | 110 | 125 | -15 | 4   |
| Bielorrusia         | 5 | 0 | 2 | 3 | 133 | 150 | -17 | 2   |

- Resultados

| Fecha    | Hora² | Partido¹    | Partido¹ | Partido¹            | Resultado |
| -------- | ----- | ----------- | -------- | ------------------- | --------- |
| 08.12.08 | 16:15 | Bielorrusia | -        | Croacia             | 35-43     |
| 08.12.08 | 18:15 | Suecia      | -        | Alemania            | 22-33     |
| 08.12.08 | 20:15 | Rusia       | -        | Macedonia del Norte | 43-24     |
| 10.12.08 | 16:15 | Rusia       | -        | Croacia             | 24-21     |
| 10.12.08 | 18:15 | Suecia      | -        | Macedonia del Norte | 24-23     |
| 10.12.08 | 20:15 | Bielorrusia | -        | Alemania            | 28-28     |
| 11.12.08 | 16:15 | Suecia      | -        | Croacia             | 24-29     |
| 11.12.08 | 18:15 | Rusia       | -        | Alemania            | 22-27     |
| 11.12.08 | 20:15 | Bielorrusia | -        | Macedonia del Norte | 24-29     |

- (¹) -  Todos en Skopje
- (²) -  Hora local de Macedonia (UTC +1)

## Fase Final
|  | Semifinales | Semifinales |    |       | Final         | Final |  |
|  |             |             |    |       |               |       |  |
|  |             |             |    |       |               |       |  |
|  |             |             |    |       |               |       |  |
|  | Noruega     | 24          |    |       |               |       |  |
|  | Rusia       | 18          |    |       |               |       |  |
|  |             |             |    |       |               |       |  |
|  |             |             |    |       |               |       |  |
|  |             |             |    |       | Noruega       | 34    |  |
|  |             | España      | 21 |       |               |       |  |
|  |             |             |    |       |               |       |  |
|  |             |             |    |       |               |       |  |
|  |             |             |    |       | Tercer Puesto |       |  |
|  |             |             |    |       |               |       |  |
|  | España      | 32          |    | Rusia | 24            |       |  |
|  | Alemania    | 29          |    |       | Alemania      | 21    |  |

### Quinto Puesto
| Fecha    | Hora² | Partido¹ | Partido¹ | Partido¹ | Resultado |
| -------- | ----- | -------- | -------- | -------- | --------- |
| 13.12.08 | 11:30 | Rumania  | -        | Croacia  | 36-33     |

- (¹) -  En Skopje
- (²) -  Hora local de Macedonia (UTC +1)

### Semifinales
| Fecha    | Hora² | Partido¹ | Partido¹ | Partido¹ | Resultado |
| -------- | ----- | -------- | -------- | -------- | --------- |
| 13.12.08 | 14:00 | España   | -        | Alemania | 32-29     |
| 13.12.08 | 16:30 | Noruega  | -        | Rusia    | 24-18     |

- (¹) -  En Skopje
- (²) -  Hora local de Macedonia (UTC +1)

### Tercer Puesto
| Fecha    | Hora² | Partido¹ | Partido¹ | Partido¹ | Resultado |
| -------- | ----- | -------- | -------- | -------- | --------- |
| 14.12.08 | 14:00 | Rusia    | -        | Alemania | 24-21     |

- (¹) -  En Skopje
- (²) -  Hora local de Macedonia (UTC +1)

### Final
| Fecha    | Hora² | Partido¹ | Partido¹ | Partido¹ | Resultado |
| -------- | ----- | -------- | -------- | -------- | --------- |
| 14.12.08 | 16:30 | Noruega  | -        | España   | 34-21     |

- (¹) -  En Skopje
- (²) -  Hora local de Macedonia (UTC +1)

## Medallero
|         |        |       |
| Noruega | España | Rusia |

## Clasificación general
| 1. Noruega             |
| 2. España              |
| 3. Rusia               |
| 4. Alemania            |
| 5. Rumania             |
| 6. Croacia             |
| 7. Macedonia del Norte |
| 8. Hungría             |
| 9. Suecia              |
| 10. Ucrania            |
| 11. Dinamarca          |
| 12. Bielorrusia        |
| 13. Serbia             |
| 14. Francia            |
| 15. Austria            |
| 16. Portugal           |

## Estadísticas

### Equipo Ideal
| Posición          | Nombre                  | País     |
| ----------------- | ----------------------- | -------- |
| Portero           | Katrine Lunde           | Noruega  |
| Extremo izquierdo | Valentina Elisei-Ardean | Rumania  |
| Lateral izquierdo | Tonje Larsen            | Noruega  |
| Central           | Kristine Lunde          | Noruega  |
| Lateral derecho   | Grit Jurack             | Alemania |
| Extremo derecho   | Linn Kristin Riegelhuth | Noruega  |
| Pivote            | Begoña Fernández        | España   |

### Máximas goleadoras
| Puesto | Nombre                  | País                | Goles |
| ------ | ----------------------- | ------------------- | ----- |
| 1      | Linn Kristin Riegelhuth | Noruega             | 51    |
| 2      | Grit Jurack             | Alemania            | 46    |
| 3      | Marta Mangué            | España              | 43    |
| 4      | Anita Görbicz           | Hungría             | 39    |
| 5      | Natalija Todorovska     | Macedonia del Norte | 38    |

### Mejor Defensora
| Nombre            | País  |
| ----------------- | ----- |
| Nadezda Muravyeva | Rusia |

### Mejor Jugadora del Torneo
| Nombre         | País    |
| -------------- | ------- |
| Kristine Lunde | Noruega |

- Datos: Q482563